# 2017 par pays au Proche-Orient
Les événements par pays de l'année 2017 au Proche-Orient et dans le monde arabe.
Chronologie par pays au Proche-Orient
- 2013
- 2014
- 2015
- 2016
- 2017
- 2018
- 2019
- 2020
- 2021

## Tout le Proche-Orient

### Premier trimestre
- 27 janvier 2017 : le président américain Donald Trump signe un décret interdisant l'entrée sur le territoire américain aux ressortissants irakiens, iraniens, soudanais, libyens, somaliens et yéménites pendant 90 jours, et indéfiniment aux ressortissants syriens.

### Quatrième trimestre
- 6 décembre 2017 : le président américain Donald Trump reconnaît Jérusalem comme capitale d'Israël, décision saluée par les Israéliens mais critiquée par les autres pays du Proche-Orient.

## Arabie saoudite
- 4 novembre 2017 : une commission anti-corruption présidée par le prince héritier Mohammed ben Salmane Al Saoud déclenche une purge massive de la classe dirigeante.

## Émirats arabes unis
Les Émirats arabes unis (EAU) sont un État fédéral regroupant sept émirats mitoyens, Abou Dabi, Ajman, Charjah, Doubaï, Foudjaïrah, Ras el-Khaïmah et Oumm al-Qaïwaïn.
- 8 novembre : ouverture du Louvre Abou Dhabi avec une couverture multilingue de l'événement sur les cinq continents par RFI[1].

## Iran
- 19 mai 2017 : Élection présidentielle iranienne de 2017.
- 19 septembre 2017 : le président américain Donald Trump prononce un discours contestant l'accord international de 2013 sur le nucléaire iranien.

## Israël
- 9 mai : la société de l'audiovisuel public en Israël est dissoute brutalement par Benyamin Nétanyahou, entraînant départs et licenciements[2].

## Turquie
- 16 avril 2017 : Référendum constitutionnel turc de 2017.

## Yémen
- 29 novembre 2017 : début de la Bataille de Sanaa (2017) opposant les Houthis à leur ancien allié, l'ex-président Ali Abdallah Saleh.
- 4 décembre 2017 : Ali Abdallah Saleh est tué dans des circonstances obscures.